# 瀬古駅
瀬古駅（せこえき）は、愛知県東春日井郡守山町大字瀬古（現在の名古屋市守山区瀬古）にかつて存在した名古屋鉄道大曽根線（現小牧線）の駅（廃駅）である。

## 歴史
- 1931年（昭和6年）2月11日 - 名岐鉄道の駅として開業[1]。
- 1935年（昭和10年）8月1日 - 社名変更に伴い、名古屋鉄道の駅となる[1]。
- 1942年（昭和17年）4月1日以前 - 廃止[1]。

## 上飯田連絡線 瀬古駅
上飯田連絡線整備時に守山区瀬古駅誘致協議会が結成され、同協議会と守山商工会らによる瀬古駅設置の陳情が1993年（平成5年）8月頃より行われていた。協議会側はかつて当地に瀬古駅が存在したことや駅間距離の適正化の点から駅の必要性を主張したが、愛知県側は駅新設で建設費が50億円ほど増えることから消極的で、「技術的にも採算上も無理」として1995年（平成7年）4月に公表された計画断面図に瀬古駅は盛り込まれなかった。これを受け、守山区の住民らが名古屋市助役に対し駅設置の要望書を提出。「採算性より、地域の足という公共性を優先してほしい」と陳情したが、同年7月に名古屋市議会計画建設部会が了承した計画決定原案にも瀬古駅は加えられず、駅新設は将来の課題とされた。
構造的には検討部分は上下線が一定の幅で平行に配置され、勾配についても配慮されている。またシールドトンネルの外壁も「ダクタイルセグメント構造」とされ、将来の駅設置が可能な構造となっている。

## 隣の駅
※営業時
名古屋鉄道
大曽根線
上飯田駅 - 瀬古駅 - 味鋺駅